# John Yau
Pour les articles homonymes, voir Yau.
John Yau, né le 5 juin 1950 à Lynn dans le  Massachusetts, est un poète, critique d'art, essayiste, éditeur, commissaire d'expositions et universitaire américain. Il enseigne à la Mason Gross School of the Arts (en) de l'Université Rutgers. Il est une des figures marquantes des écrivains sino-américains. En 2002, il est décoré chevalier de l'Ordre des Arts et des Lettres. Les critiques reconnaissent l'originalité de son style poétique, ainsi que son exploration des phénomènes d'identification ethnique et des processus de production des stéréotypes raciaux. 

## Biographie
John Yau est issu d'une famille chinoise originaire de Shangaï qui s'est installée à Boston en 1949. Il obtient son Bachelor of Arts en 1972 au Bard College puis il entre au Brooklyn College où il soutient avec succès son Master of Fine Arts en 1977,,. sous la direction de John Ashberry.
En 1976, John Yau publie son premier recueil de poèmes Crossing Canal Street.
À côté de son activité littéraire il organise diverses expositions de beaux-arts (peinture, dessin, sculpture) comme celles du Museum of Modern Art de New York City, le Kunstmuseum à Bonn, la Queensland Art Gallery à South Brisbane, etc. 
Il est publié dans des revues telles que Jacket2, Bomb Magazine, LyrikLine, Hyperallergic, The Boston Review, Art News, Poetry, Art Forum, The Brooklyn Rail

## Œuvres

### Recueils de poèmes
- Corpse and Mirror, New York, Holt, Rinehart and Winston, coll. « National Poetry Series » (no 4), 1983, 86 p. (ISBN 9780030630415),
- Edificio Sayonara, Santa Rosa, Californie, Black Sparrow Press (réimpr. 2000, 2011) (1re éd. 1992), 224 p. (ISBN 9780876858875, OCLC 26673225, lire en ligne),
- Forbidden Entries, Santa Rosa, Californie, Black Sparrow Press (réimpr. 1996) (1re éd. 1992), 199 p. (ISBN 9781574230185, OCLC 35192369),
- Borrowed Love Poems, New York, Penguin Books, coll. « Penguin poets », 2002, 133 p. (ISBN 9780142000519),
- Ing Grish  (ill. Thomas Nozkowski), Philadelphie, Pennsylvanie, Saturnalia Books, coll. « Artist/poet collaboration series » (no 2), 2005, 65 p. (ISBN 9780975499023),
- Paradiso Diaspora, New York, Penguin Books, coll. « Penguin Poets », 2006, 92 p. (ISBN 9780143037156)
- Further Adventures in Monochrome, Port Townsend, État de Washington, Copper Canyon Press, 2012, 149 p. (ISBN 9781556593963),
- Bijoux in the Dark, Tucson, Arizona, Letter Machine Editions, 2018, 135 p. (ISBN 9780988713789),

### Romans et recueils de nouvelles
- Hawaiian Cowboys, Santa Rosa, Californie, Black Sparrow Press (réimpr. 1995) (1re éd. 1994), 169 p. (ISBN 9780876859568, OCLC 31436300),
- My Symptoms, Santa Rosa, Californie, Black Sparrow Press, 1998, 216 p. (ISBN 9781574230611, lire en ligne),
- My Heart is That Eternal Rose Tattoo, Santa Rosa, Californie, Black Sparrow Press, 2001, 180 p. (ISBN 9781574231694, lire en ligne),

### Essais et biographies
- In the Realm of Appearances : The Art of Andy Warhol, Hopewell, New Jersey, Ecco Press, 1993, 160 p. (ISBN 9780880012980, lire en ligne),
- The United States of Jasper Johns, Cambridge, Massachusetts, Zoland Books, 1996, 156 p. (ISBN 9780944072752, lire en ligne),
- Ed Moses (artiste peintre) (en) : A Retrospective of the Paintings and Drawings, 1951-1996, Los Angeles, Californie, Museum of Contemporary Art : University of California Press, 1996, 136 p. (ISBN 9780914357421, lire en ligne),
- The Passionate Spectator : Essays on Art and Poetry, Ann Arbor, Michigan, University of Michigan Press,, coll. « Poets on Poetry » (réimpr. 2021) (1re éd. 2006), 148 p. (ISBN 9780472069521, OCLC 66393044, lire en ligne),
- A Thing Among Things : The Art of Jasper Johns  (ill. Anne Galperin), New York, D.A.P./ Distribué par Art Publishers, 2008, 216 p. (ISBN 9781933045627, lire en ligne),

### Compilation (essais, poésie)
- Radiant Silhouette : New and Selected Work, 1974-1988, Santa Rosa, Californie, Black Sparrow Press (réimpr. 1994, 2000) (1re éd. 1989), 238 p. (ISBN 9780876857724, OCLC 20014896, lire en ligne),

### Éditeur, directeur de collections, anthologies
- John Yau (dir.), Lynne Tillman, Kevin Killian, Cris Mazza, Charles Bukowski, Lynn Crawford, Garret Caples, Beth Nugent, Albert Mobilio, Marci Blackman et al., Fetish : An Anthology, New York, Four Walls Eight Windows, 1998, 318 p. (ISBN 9781568581170),

## Prix et distinctions
- 1977 : obtention d'une bourse du National Endowment for the Arts,
- 1979 : obtention d'une bourse de la Ingram Merrill Foundation (en),
- 1985 : Lauréat de la New York Foundation for the Arts[13],
- 2006 : obtention d'une bourse de la Fondation J.S. Guggenheim[14],

### Articles anglophones
- Embalmed in the Camera’s Glowing Formaldehyde: On John Yau’s Hollywood Asians, article de Edward N. Schelb pour la revue  "Interdisciplinary Literary Studies", Volume 18, Numéro 1, 2016[15],
- Further Adventures in the Monochrome: A Conversation with John Yau, interview menée par Rachel May pour la Los Angeles Review of Books, 2013[16],
- Richard Baker with John Yau, interview pour la revue The Brooklyn Rail, 2010[17],
- John Yau with Phong Bui, interview pour la revue The Brooklyn Rail, 2009[18],
- Neither us nor them, part 2, article de Al Filreis pour la revue Jacket2, 2007[19]
- Neither us nor them, part 1, article d'Al Filreis pour la revue Jacket2, 2007[20]
- Postmodernism and subversive parody: John Yau's "Genghis Chan: private eye" series., article de Xiaojing, Zhou pour la revue "College Liittérature" de la West Chester University, 2004[21],

### Documents audio-phoniques et audio-visuels
- Dossier John Yau sur le site PennSound de l'Université de Pennsylvanie[22]